# Ítalo Lima
Ítalo Vinícius Lima Amorim (Recife, 10 de abril de 1991) é um ator, diretor, produtor, roteirista, editor e humorista que estreou no teatro com As Lendas do Boi Surubí e Sexo & Destino. Passando do drama para a comédia, atuou nos espetáculos de Henrique Celibi: Cabaré Diversiones, As Perucas de Bibi, A Bich Burralheira, a tragicomédia Medléia + ou - Doida e Mãezona, a comédia dirigida por Jeison Wallace. Também esteve nos palcos com o grande sucesso Ritmo Kente - Um Brega de musical, na pele do personagem MC Kivara, A Paixão de Cristo do Recife, Mar do Sertão, GENI, protagonizou o espetáculo Antologia Poética de Gregório de Matos, Dom Casmurro, Memórias De Um Sargento de Milícias, Auto da Via Dolorosa, etc. Participou como convidado pela Lalu Academia de Artes de Rei Leão, como Scar, e RENT - Os Boêmios. Na TV, participou do Clube da Cinderela (TV Clube) e atualmente pode ser visto no Papeiro da Cinderela (TV Jornal) junto aos seus personagens: Creytu Ratão, Ketuly Sereia, Jr. Pomba Leza, entre vários outros. Campanhas publicitárias de esfera nacional e regional também somam em seu currículo, destacando a campanha Covid-19 Segurança, feito pela Prefeitura do Recife. Estreou no Stand Up Comedy em 2017 no III Campeonato Pernambucano de Open Mic, sendo um dos finalistas com apenas 4 apresentações. Acumulando mais de 300 mil seguidores em sua página do Instagram, Ítalo Lima faz sucesso com suas esquetes de humor, como por exemplo Coluna de Cristal e Rodízio de Assalto, que protagonizou e atingiu mais de um milhão de views na página do Facebook do canal Entre Becos.  

## Teatro
| Ano        | Título                                               | Papel                                       | Nota                                          |
| ---------- | ---------------------------------------------------- | ------------------------------------------- | --------------------------------------------- |
| 2007/ 2008 | As Lendas do Boi Surubí                              | Zé da Perna Longa                           | Cia de Teatro 10 Mandamentos                  |
| 2007/ 2008 | Sexo & Destino                                       | Gilberto                                    | Grupo Sal de Teatro                           |
| 2007/ 2016 | Paixão de Cristo do Recife                           | Soldado Romano                              | APACEPE                                       |
| 2009/ 2010 | Carnaval do nordeste é isso e muito mais!            | Bastião                                     | Cia de Folguedos                              |
| 2014/ 2015 | Medléia + ou - Doid                                  | Jasão                                       | Henrique Celibi                               |
| 2015       | Mãezona a Comédia                                    | Josimar                                     | Ôxe Mainha Produções                          |
| 2015/ 2016 | Cabaré Diversiones                                   | Bufão Brasilma Negro Gato, etc              | Grupo Tattoo / Henrique Celibi                |
| 2015/ 2016 | A Bich Burralheira: A estória que sua mãe não contou | Claudinha Bobo da Corte Frango Encantado    | Grupo Tattoo / Henrique Celibi                |
| 2016/ 2017 | Brinquedos & Brincadeiras                            | Eugênio                                     | Rede Globo / Palhaço Chocolate                |
| 2016/ 2017 | As Perucas de Bibi                                   | O Repórter do Bandeira 2 O Detetive         | Grupo Tattoo / Henrique Celibi                |
| 2017/ 2018 | RITMO KENTE – Um Brega de musical                    | MC Kivara                                   | Onze Produções                                |
| 2017/ 2018 | Mar do Sertão                                        | Bredi Piti                                  | A Construção do Ator                          |
| 2018       | Antologia Poética de Gregório de Matos               | Gregório de Matos                           | A Construção do Ator                          |
| 2018       | GENI                                                 | Gilvan Fernando Ramos - O Prefeito Gertrude | Bernache Cia de Teatro / A Construção do Ator |
| 2018       | Auto da Via Dolorosa                                 | Jesus Cristo Pôncio Pilatos Narrador, etc   | Coletivo Ditirambos                           |
| 2019       | Dom Casmurro                                         | Bentinho                                    |                                               |
| 2019       | Memórias De Um Sargento De Milícias                  |                                             |                                               |
| 2019/ 2020 | O Rei Leão                                           | Scar                                        | Lalu Academia de Artes                        |
| 2020       | RENT – Os Boêmios                                    | Tom Collins                                 | Lalu Academia de Artes                        |

## Filmografia

### Televisão
| Ano         | Título                | Papel                                          | Emissora  |
| ----------- | --------------------- | ---------------------------------------------- | --------- |
| 2014        | Clube da Cinderela    | Romelson                                       | TV Clube  |
| 2015 - 2022 | Papeiro da Cinderela  | Creytu Ratão Ketuly Sereia Jr. Pomba Leza, etc | TV Jornal |
| 2021        | COVID 19 - Segurança  | Ítalo Lima                                     | TV Globo  |
| 2021        | Especial de Carnaval  | Ketuly Sereia                                  | TV Jornal |
| 2021        | São João da Cinderela | Creytu Ratão                                   | TV Jornal |
| 2021        | Turma do Barra        | Ítalo Lima Creytu Ratão Ketuly Sereia          | TV Jornal |
| 2021        | Sabor da Gente        | Ítalo Lima                                     | TV Jornal |
| 2021        | Jogo Aberto           | Ítalo Lima                                     | TV Nova   |

### Cinema
| Ano  | Título                 | Papel | Nota                      |
| ---- | ---------------------- | ----- | ------------------------- |
| 2016 | Não me cobre coerência |       | Direção: Benedito Serafim |
| 2017 | Sem Chão               |       | Direção: Hamilton Torres  |
| 2018 | Entre Portas           |       | Direção: Flávio Passos    |
| 2018 | Última Chama           |       |                           |